# Oskar Lehner

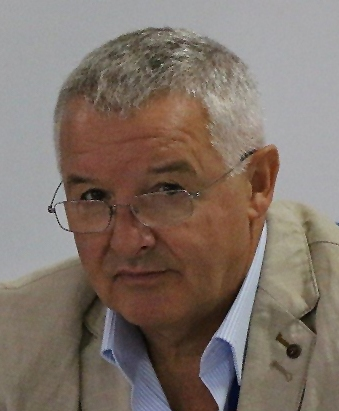
Oskar Lehner (2017)

Oskar Lehner (* 21. Oktober 1955 in Linz) ist ein österreichischer Rechtswissenschaftler. Er war internationaler Experte für Wahlbeobachtung, Durchführung von Wahlen, Menschenrechtsschutz und für den Aufbau staatlicher Institutionen (z. B. Parlamente, Ombudsmänner) in Krisenländern.

## Werdegang und Wirken
Nach der Promotion (in Jura 1978) war Oskar Lehner von 1978 bis 1994 als Universitätsassistent bzw. als Assistenzprofessor an der Johannes Kepler Universität Linz (JKU) tätig. Er habilitierte sich 1987 im Fach „Neuere Österreichische Rechtsgeschichte“ mit einer Arbeit zur österreichischen Familienrechtsgeschichte. Seine Werke zur österreichischen Familienrechtsgeschichte und zur Verfassungs- und Verwaltungsgeschichte Österreichs sind bis heute vielfach zitierte Standardwerke der Rechtsgeschichte.
Er verzichtete nach 16 Jahren auf eine weitere wissenschaftliche Laufbahn an der JKU und begann 1994 eine neue berufliche Karriere als selbständiger internationaler Rechtsexperte. Dazu motivierten ihn erste Erfahrungen bei einem mehrmonatigen Einsatz zur Wahlbeobachtung in Kambodscha 1993, sowie journalistische Nebentätigkeiten: 1979 und 1986 war er mehrfach als free lance Journalist in El Salvador oder Nicaragua tätig, und arbeitete 1990 für die außenpolitische Redaktion der Tageszeitung Der Standard.
23 Jahre (1993–2016) war er als internationaler Experte für Wahlbeobachtung, Durchführung von Wahlen, Menschenrechtsschutz und Aufbau staatlicher Institutionen für die Vereinten Nationen, die Europäische Union und die OSZE in Krisenländern im Einsatz. Oskar Lehner lehrte (2006–2009) auch an der OSCE Academy in Bischkek (Kirgisistan).
2016 trat er in den Ruhestand und begann eine dritte Karriere als Weltreisender und Reiseschriftsteller. Er startete 2016 mit seiner Partnerin Ursula Forster in einem Wohnmobil eine Reise um die Welt in mehreren Etappen. Die erste Etappe von Feuerland bis Alaska dauerte von Dezember 2016 bis Februar 2020. Es wird regelmäßig in Reiseblogs und Vorträgen über den Fortgang der Reise berichtet (s. u. den Abschnitt „Reisen und Reiseberichte“).

## Internationale Einsätze als Rechtsexperte (Auswahl)
Oskar Lehner war ein international gefragter und bald hochrangiger Experte im Feld internationaler Missionen und war in Europa (Bosnien, Kroatien und Kosovo), in Afrika (Ruanda, Sierra Leone, Nigeria, Tansania und Somalia) sowie in Asien (Palästina, Kambodscha, Afghanistan, Pakistan, Tadschikistan, Kirgisistan und Indonesien) tätig.
- 1993: Election Investigation Officer, Kambodscha, UNTAC, Organisation der Wahlen.
- 1994–1995: Head of Field Office in Gisenyi, Ruanda, Menschenrechtsmission (Mission des OHCR[6]).
- 1996: Director for Human Rights and Democratization, Bosnien, Mission der OSZE in Bosnien 1996.[7]
- 1996–1997: Head of Coordination Office in Knin, Kroatien, Mission der OSZE in Kroatien (Schutz der Minderheiten, Wahlbeobachtung).[8]
- 1998–1999: Deputy Head of Mission, Tadschikistan, Mission der OSZE (Unterstützung der Umsetzung des Friedensvertrags von 1997).[9]
- 2000: Deputy Head of Mission, gemeinsame UNDP/OSZE Wahlbeobachtungskommission, Tadschikistan.
- 2000–2001: Head of Field Office, Vushtrria/Vučitrn, Kosovo, Mission der OSZE zur Organisation der Parlamentswahlen, sowie zum Aufbau der Lokalverwaltung dort.
- 2002: Deputy Chief Observer, Pakistan, EU-Wahlbeobachtungsmission (EUEOM, European Election Observation Mission der EU).[10]
- 2002: Long Term Observer, Sierra Leone, EU-Wahlbeobachtungsmission (EUEOM) der EU, Präsidentschaftswahlen in Sierra Leone.[11]
- 2003: Country Director, Tadschikistan, Civic Education Projekt 2003 (Einführung von Schulbüchern), International Foundation for Electoral Systems (IFES).[12]
- 2003: Deputy Chief Observer, Nigeria, EU-Wahlbeobachtungsmission (EUEOM) der EU.[13]
- 2004: Deputy Chief Observer, Indonesien, EU-Wahlbeobachtungsmission (EUEOM) der EU.[14]
- 2005–2006: Chief Technical Advisor for Election, Kirgisistan, UNDP, Unterstützung bei der Durchführung von Wahlen.
- 2007–2009: Human Rights Advisor, Country Team Kirgisistan, Implementierung des Human Rights Based Approach, United Nations – UN, = Aufbau nationaler Menschenrechtsstrukturen und Stärkung der Ombudsman-Institution vor Ort.
- 2009–2010: Project Manager, Tansania, Election Support Project (UNDP), Unterstützung bei der Durchführung der Wahlen 2010, insbesondere in Sansibar.
- 2011–2014: Senior Technical Advisor, Afghanistan, UNDP, UNAMA, Unterstützung bei der Durchführung von Wahlen.[15]
- 2014–2016: Chief Technical Advisor, Nationenbildungs-Projekt Somalia (Parliamentary and Constitutional Support Project des UNDP).[16]

## Publikationen (Auswahl)
Oskar Lehner hat bisher 7 Bücher und ca. 45 Artikel in wissenschaftlichen Zeitschriften und anderen Medien veröffentlicht. Hier wird eine Auswahl von 20 dieser 50 Publikationen dargestellt.

### Bücher
- (Hg. mit Ursula Floßmann): Frau, Recht, Gesellschaft. Seminar zur Frauenrechtsgeschichte. Universitätsverlag Trauner, Linz 1985, ISBN 3-85320-365-5 (auch online full text „Frau, Recht, Gesellschaft“, PDF).
- Familie – Recht – Politik. Die Entwicklung des österreichischen Familienrechts im 19. und 20. Jahrhundert. Mit Geleitworten von Christian Broda und Walter Hauser, Springer Verlag, Wien & New York 1987, ISBN 3-211-81984-3.
- Österreichische Verfassungs- und Verwaltungsgeschichte. Mit Grundzügen der Wirtschafts- und Sozialgeschichte, Universitätsverlag Trauner, Linz 1992, ISBN 3-85487-339-5; inzwischen 4. Auflage 2007.
- Kinder- und Jugendrecht, Verlag Kremayr & Scheriau, Wien 1993, ISBN 3-7007-0368-6.

### Artikel und Buchbeiträge
- Grundprinzipien des nationalsozialistischen Arbeitsrechtes, in: Zeitgeschichte, ISSN 1012-6465, 8. Jg. (1980/1981), S. 215–227 (auch online full text „Nationalsozialistisches Arbeitsrecht“, PDF).
- Hilfe für das Volk von El Salvador, in: Vorwärts (Organ der KPÖ Bezirk Steyr), 14. Jg. (1981) Heft 3, S. 4–5.[17]
- Autoritäre Züge der ständestaatlichen Rechtsordnung in Österreich, in: Zeitgeschichte, ISSN 1012-6465, 10. Jg. (1982/1983), S. 3–25.
- Die Entwicklung der österreichischen Sozialdemokratie, dargestellt an Hand ihres Eigentumverständnisses, in: Zeitgeschichte, ISSN 1012-6465, 11. Jg. (1983/84), S. 1–18.
- Costa Rica - USA: droht eine Honduranisierung Costa Ricas?, in: Andreas Maislinger (Hrsg.): Costa Rica. Politik, Gesellschaft und Kultur eines Staates mit ständiger aktiver und unbewaffneter Neutralität, Inn-Verlag, Innsbruck 1986, ISBN 3-85123-091-4, S. 117–126.
- (mit anderen): Diskussion, in: Herbert Hofmeister (Hrsg.): Kodifikation als Mittel der Politik. Vorträge und Diskussionsbeiträge über die deutsche, schweizerische und österreichische Kodifikationsbewegung um 1900, Böhlau Verlag, Wien etc. 1986, ISBN 3-205-07007-0, S. 67–76.
- Von der Kabinettsjustiz zur richterlichen Unabhängigkeit. Die Stellunq der Justiz im Staat des ausgehenden 18. Jahrhunderts bis um Ersten Weltkrieg, in: Erika Weinzierl und Karl R. Stadler (Hrsg.): Symposion zur Geschichte der richterlichen Unabhängigkeit in Österreich am 24. und 25. Oktober 1986, Edition Geyer, Wien etc. 1987, S. 1–56.
- Nicaragua und El Salvador (div. Texte), in: Harald Irnberger und Leo Gabriel (Hrsg.): Im Schatten del Vulkane. 10 Jahre Zentralamerika in Reportagem, Analysen und Interviews (1977–1987), Verlag der Österreichischen Staatsdruckerei („Edition S“), Wien 1987, ISBN 3-7046-0068-7, Texte in Kapitel I (Texte 1977–1979), Kap. II (Texte 1980–1981) und Kap.V (Texte ab 1986).
- Senatus Consultum Velleianum. Die Wiederkehr einer antiken Rechtsfigur im frühneuzeitlichen österreichischen Recht, in: Zeitschrift der Savigny-Stiftung für Rechtsgeschichte (Germanistische Abteilung), ISSN 0323-4045, Jg. 105 (1988), S. 270–288.
- Die völkerrechtliche Identität der Republik Deutschösterreich 1918/19 im Lichte der Entwicklung der Lehre von der Staatensukzession, in: Geschichte und Gegenwart. Vierteljahreshefte für Zeitgeschichte, ISSN 1017-1444, Heft 19 (1991), S. 284–304.
- Die Entstehung des Staates Albanien und seine völkerrechtliche Identität im 20. Jahrhundert, in: Dardania. Zeitschrift für Geschichte, Kultur, Literatur und Politik, ISSN 1025-5338, Nr. 2/3 (1992), S. 101–118.
- The Identity of Austria 1918/19 as a problem of State Succession, in: Austrian journal of public and international law, ISSN 0942-010X, 44. Jg. (1992), S. 63–84.
- Schwangerschaftsabbruch in Österreich, in: Marianne Enigl und Sabine Perthold (Hrsg.): Der weibliche Körper als Schlachtfeld. Neue Beiträge zur Abtreibungsdiskussion, Promedia Verlag, Wien 1993, ISBN 3-900478-62-7, S. 103–124.
- Verfassungsentwicklung, in: Emmerich Tálos, Herbert Dachs, Ernst Hanisch und Anton Staudinger (Hrsg.): Handbuch des politischen Systems Österreichs. Erste Republik 1918–1933, Manz Verlag, Wien etc. 1995, ISBN 3-214-05966-1, S. 45–55.
- Drogenpolitik in Österreich, dargestellt am Beispiel der Alkoholgesetzgebung vom 15. bis ins frühe 19. Jahrhundert, in: Werner Ogris (Hrsg.): Gedächtnisschrift Herbert Hofmeister, Manz Verlag, Wien etc. 1996, ISBN 3-214-06131-3, S. 347–368.
- Tajikistan: a successful example of incorporation of a militant Islamic movement into the constitutional framework?, in: Andrea Strasser (Hrsg.): Zentralasien und Islam, Deutsches Orient Institut (DOI), Hamburg 2002, ISBN 3-89173-067-5, S. 109–115.
- Nigeria: We're Not Here To Interfere With Election Process – EU Observer (Interview), in: Daily Trust (Newspaper), Lagos (Nigeria), April 11, 2003.[18]
- Human Rights Based Approach (HRBA) and Programming Advanced Training for the UN Country Team in Kyrgyzstan, UNDP, Kirgistan Mission, Bischkek 2006, online only (full text with 91 presentation slides).
- Respecting Human Rights in Central Asia: Will this Stabilize or Destabilize the Region?, in: Security and Human Rights, ISSN 1874-7337, Nr. 1 (2009), S. 48–55.
- Rushwa CCM – inatisha UNPD.[19] Vortrag, Konferenz des UNDP in Daressalam August 2010, auszugsweise übersetzt in Swahili (siehe full text Bericht zur Konferenz Dar es Salaam 2010, in Swahili).
- (mit Ursula Forster): Die Zerstörung der Villa Peham in Hinterstoder – ein oberösterreichischer Landkrimi, in: Denkma[i]l. Nachrichten der Initiative Denkmalschutz, ISSN 2219-2417, Heft 29/30 (2021), S. 4–19.

## Reisen und Reiseberichte
- 2005–2014: Asien (Afghanistan, Kirgisistan, Nepal, Indien, Iran) Infos und Foto-Blogs zu den verschiedenen Asien-Reisen.
- 2015–2021: Afrika (Tansania, Sansibar, Somalia, Ruanda, Eritrea, Djibouti) Infos und Foto-Blogs zu den verschiedenen Afrika-Reisen.
- 2016–2021: Europa (Österreich, Island, Finnland) Infos und Foto-Blogs zu verschiedenen Europa-Reisen.
- 2016–2017: Südamerika Infos und Foto-Blogs zur Südamerika-Reise (= Weltreise, Teil 1).
- 2018–2019: USA und Kanada Infos und Foto-Blogs zur Nordamerika-Reise (= Weltreise, Teil 2).
- 2022–2024: Seidenstraße Infos und Foto-Blogs zur Seidenstraßen-Reise (= Weltreise, Teil 3)